# ゲレーロ (エリトリア)
ゲレーロ（Ghela'elo）は、エリトリア・セメナウィ・ケイバハリ地方南部の、ゲレーロ地区の行政府所在地で、ブリ半島東部の付け根にある。ゲレーロは他にGhelaloとも綴られる。また、ダガブタと呼ばれることもあり、その場合Dagabtaと綴られる。北緯15度5分39秒、東経40度3分17秒。標高16m。